# Kuyawi
Le kuyawi est une langue maku parlée au Brésil, en Amazonie, dans le municipio de Santa Isabel do Rio Negro par 20 personnes.

## Une langue menacée
Le kuyawi n'est parlé que par 20 des 150 personnes du groupe, dont la majorité parle désormais portugais. La langue est menacée.

## Classification
Le kuyawi a souvent été considéré comme étant un dialecte du nadëb, mais les travaux récents le traitent comme une variété différenciée. Il se distingue du nadëb par le vocabulaire et l'harmonie vocalique.